# Lettonie aux Jeux olympiques d'été de 1932
La Lettonie a participé aux Jeux olympiques de 1932 à Los Angeles aux États-Unis. Il s'agit de sa 3e participation à des Jeux olympiques d'été.

## Athlétisme
Hommes
Courses
| Athlète      | Épreuve              | Séries   | Séries | Demi-finales | Demi-finales | Finale          | Finale                             |
| Athlète      | Épreuve              | Résultat | Rang   | Résultat     | Rang         | Résultat        | Rang                               |
| ------------ | -------------------- | -------- | ------ | ------------ | ------------ | --------------- | ---------------------------------- |
| Jānis Daliņš | 50 kilomètres marche | NC       | NC     | NC           | NC           | 4 h 57 min 20 s | Médaille d'argent, Jeux olympiques |

Épreuves combinées – Decathlon
| Athlete     | Event     | 100 m   | Longueur | Poids   | Hauteur | 400 m   | 110 m haies | Disque  | Perche | Javelot | 1 500 m | Finale | Position |
| ----------- | --------- | ------- | -------- | ------- | ------- | ------- | ----------- | ------- | ------ | ------- | ------- | ------ | -------- |
| Jānis Dimza | Resultats | 11 s 03 | 7,22 m   | 14,33 m | 1,78 m  | 54 s 80 | 16 s 40     | 40,76 m | 3,50 m | -       | -       | AB     | -        |
| Jānis Dimza | Points    | 833,40  | 906,90   | 899,00  | 790,00  | 751,84  | 867,00      | 830,90  | 757,00 | -       | -       | AB     | -        |